# اللبادين (السويهلة)
اللبادين هو دُوَّار يقع بجماعة السويهلة، عمالة مراكش، جهة مراكش آسفي في المملكة المغربية. ينتمي الدوّار لمشيخة السويهلة التي تضم 14 دوار. يقدر عدد سكانه بـ 728 نسمة حسب الإحصاء الرسمي للسكان والسكنى لسنة 2004.

## روابط خارجية
- البوابة الوطنية للجماعات الترابية
- المندوبية السامية للتخطيط